# Leucotrachea melanodonta
Leucotrachea melanodonta är en fjärilsart som beskrevs av George Francis Hampson 1908. Leucotrachea melanodonta ingår i släktet Leucotrachea och familjen nattflyn. Inga underarter finns listade i Catalogue of Life.